# Municipio de Perry (condado de Clay)
El municipio de Perry (en inglés: Perry Township) es un municipio ubicado en el condado de Clay en el estado estadounidense de Indiana. En el año 2010 tenía una población de 934 habitantes y una densidad poblacional de 8,08 personas por km².

## Geografía
El municipio de Perry se encuentra ubicado en las coordenadas 39°22′43″N 87°11′37″O / 39.37861, -87.19361. Según la Oficina del Censo de los Estados Unidos, el municipio tiene una superficie total de 115.66 km², de la cual 115,44 km² corresponden a tierra firme y (0,18 %) 0,21 km² es agua.

## Demografía
Según el censo de 2010, había 934 personas residiendo en el municipio de Perry. La densidad de población era de 8,08 hab./km². De los 934 habitantes, el municipio de Perry estaba compuesto por el 96,9 % blancos, el 0,11 % eran afroamericanos, el 1,71 % eran de otras razas y el 1,28 % eran de una mezcla de razas. Del total de la población el 2,25 % eran hispanos o latinos de cualquier raza.